# Frédéric de Lafresnaye

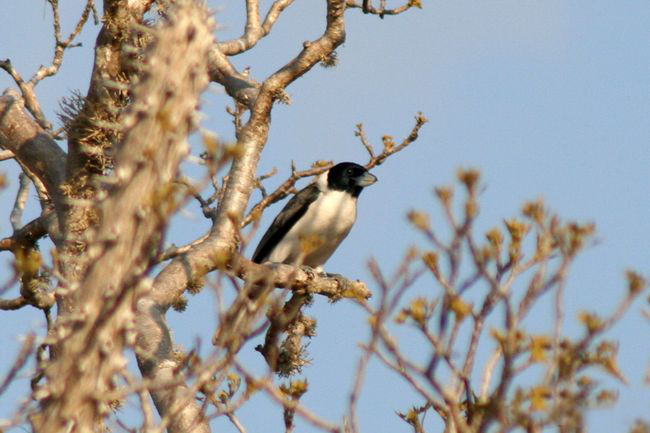
Svarthakad vanga, fågelart beskriven av de Lafresnaye.

Nöel Frédéric Armand André de Lafresnaye, född 1783, död 1861, var en fransk baron, ornitolog och samlare.
Han föddes i en högadlig familj på slottet Chateau de La Fresnaye i Falaise, Normandie. Han intresserade sig tidigt för naturhistoria, speciellt entomologi. Efter att han fått en samling europeiska fåglar blev han mer intresserad av ornitologi.
Lafresnaye beskrev ett antal nya fågelarter, några med Alcide d'Orbigny. Han fick ihop en samling på över 8000 fågelskinn i sitt hem. Efter hans död köptes samlingen av den amerikanske samlaren Henry Bryant och donerades till Boston Natural History Society, varifrån den förflyttades till Museum of Comparative Zoology år 1914.